# Kit Kittredge: An American Girl
Kit Kittredge: An American Girl ist eine US-amerikanische Filmkomödie aus dem Jahr 2008. Regie führte Patricia Rozema, das Drehbuch schrieb Ann Peacock anhand der Erzählungen von Valerie Tripp.

## Handlung
Die Handlung spielt in den USA in der Zeit der Großen Depression. Der Vater der zehnjährigen Kit Kittredge verliert seine Arbeit als Autohändler und macht sich auf in eine andere Stadt, um Arbeit zu suchen. Kit übt das Schreiben und träumt davon, künftig für die lokale Zeitung zu arbeiten. Die Familie nimmt Fremde in ihr Haus auf, um gemeinsam die schwere Zeit zu bewältigen. 
Die Mutter von Kit und weitere Personen werden beraubt. Da das Geld für die Kredittilgung fehlt, droht der Familie Kittredge der Verlust des Hauses. Kit und ihre Freunde suchen den Räuber. Einer ihrer Freunde wird verdächtigt, dieser zu sein, da alle Spuren auf ihn hinweisen. Zum Schluss stellt sich heraus, dass es ein Mitbewohner des Hauses von Kit und ihren Eltern ist. Außerdem wird zum allerersten Mal einer ihrer selbstgeschriebenen Berichte über das Leben von „Hobos“, den Obdachlosen, zu denen auch ihr Freund gehört, in der Lokalzeitung veröffentlicht.

## Kritiken
Lael Loewenstein schrieb in der Zeitschrift Variety vom 19. Juni 2008, der Film gehöre zu einer nicht mehr produzierten Art und lebe von der „feinen“ Darstellung von Abigail Breslin. Julia Ormond sei niemals besser gewesen. Patricia Rozema mache ausgezeichnete Arbeit, indem sie die Elemente einer Komödie, einer Tragödie und Spannung ausbalanciere.
Michael Ordoña schrieb in der Los Angeles Times vom 20. Juni 2008, der Film spreche Kinder an, indem er „aufrichtige Emotionen“ wecke, ohne sentimental zu werden. Sein humanistischer Ansatz werbe für Toleranz und Hoffnung. Die komischen Szenen würden besonders dann funktionieren, wann Patricia Rozema Sensibilität zeige. Breslin wirke „passend keck“; Ormond agiere warm und überzeugend.

## Hintergründe
Der Film wurde in Toronto und in Tottenham (Ontario) gedreht. Seine Produktionskosten betrugen schätzungsweise 10 Millionen US-Dollar. Der Film startete in den ausgewählten Kinos der USA am 20. Juni 2008. Die breite Veröffentlichung folgt am 2. Juli 2008.